# Одинокі дерева бука
Одино́кі де́рева бу́ка — ботанічна пам'ятка природи місцевого значення в Україні. Об'єкт розташований на території Тальнівського району Черкаської області, квартал 15 Потаського лісництва. 
Площа — 0,2 га, статус отриманий 27 червня 1972 року.